# Rugby a 15 nel 1902

## Attività internazionale

### Tornei per nazioni
|  | Home Championship | Galles |

### Barbarians
- I Barbarians hanno disputato i seguenti incontri:

| Penarth 28 marzo 1902 | Penarth RFC | 0 – 11 | Barbarians |  |

| Devonport 31 marzo 1902 | Devonport | 6 – 0 | Barbarians |  |

| Swansea 1º aprile 1902 | Swansea RFC | 17 – 0 | Barbarians | Saint Helen's |

| Cardiff 2 aprile 1902 | Cardiff RFC | 19 – 6 | Barbarians | Arms Park |

| Hartlepool 5 aprile 1902 | Hartlepool Rovers | 3 – 3 | Barbarians |  |

| West Hartlepool 7 aprile 1902 | West Hartlepool | 25 – 4 | Barbarians |  |

| Cardiff 26 dicembre 1902 | Cardiff RFC | 6 – 0 | Barbarians | Arms Park |

| Newport 27 dicembre 1902 | Newport RFC | 20 – 4 | Barbarians | Rodney Parade |

## Campionati nazionali
| Argentina     | Camp. di Buenos Aires   | Buenos Aires          |
| Francia       | Campionato              | Racing Club de France |
| Inghilterra   | Campionato delle contee | Durham                |
| Nuova Zelanda | Ranfurly Shield         | Auckland              |